# Solomeo
Solomeo est une frazione de la commune de Corciano dans la province de Pérouse en  Ombrie (Italie).

## Géographie
Le hameau, qui comptait une population de 436 habitants, se situe sur le flanc d'une colline à 9 km au sud Corciano.

## Histoire
Sur le lieu ont été découverts des vestiges archéologiques étrusques datant du IIIe siècle av. J.-C.
Le nom « Solomeo » provient probablement d'une divinité étrusque lumn donnant par syncrétisme San Lumeo premier nom connu du lieu.
Le castrum Solomei, une fortification défensive, a été édifié 1391 par Meo di Giovanni di Nicola Galassi et Pietro Tanoli, sur demande de la magistrature de Pérouse.
L'édifice a été pris et dévasté par les troupes pontificales en 1402 et récupéré en 1403 par la seigneurie de Pérouse.

## Économie et manifestations

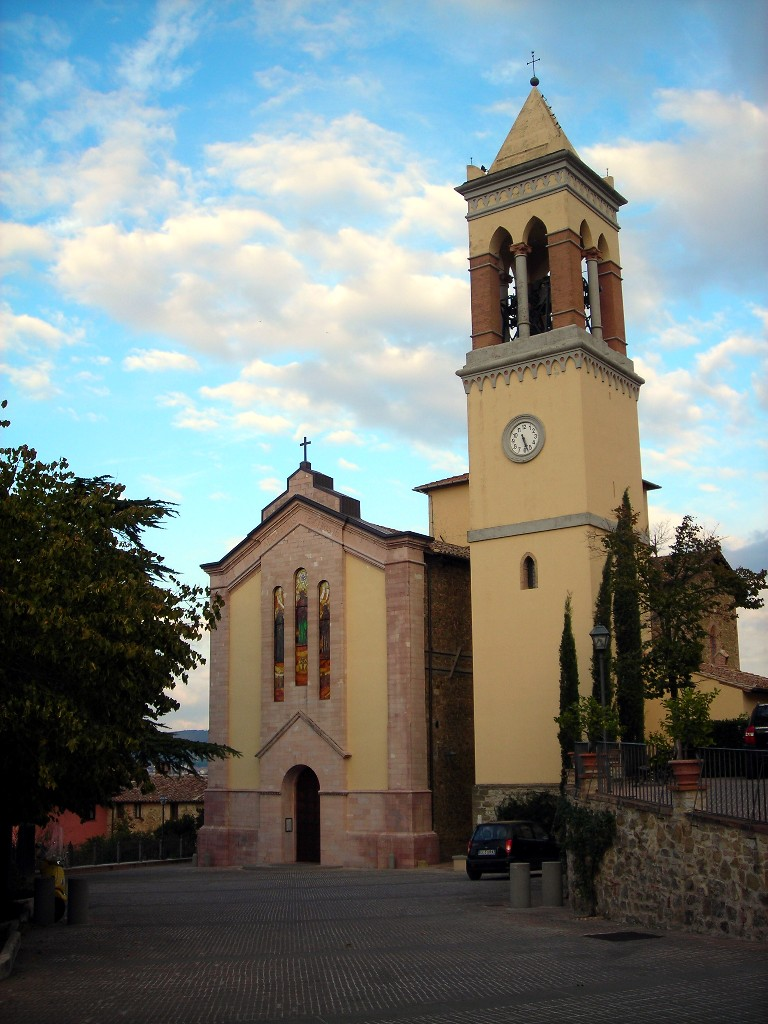
Église San Bartolomeo

- Textile : Le village abrite une importante industrie textile spécialisée dans le cachemire (Brunello Cucinelli).
- Secteur de la gastronomie et le tourisme.
- Società Filarmonica Solomeo (fondée en 1925) et sa Banda Musicale.
- Solomeo de le Nobili Arti, de li Giochi, de lo Piatto Rustco, manifestation lucrative, gastronomique et culturelle.
- Festival Villa Solomei, organisé annuellement en juillet.

## Sites particuliers
- Pieve di Santa Maria di Mandoleto (XVIIIe siècle) ;
- Bourg médieval de Solomeo ;
- Église San Bartolomeo (XVIIIe siècle) : 
  - Fresque de Coriolano Mazzerioli ;
  - Tableau de l'école du Pérugin ;
  - Peintures attribuées à Andrea Appiani.
- Château de Montefrondoso (XIIe siècle) ;
- Villa Antinori-Tocchi (XIXe siècle) ;
- Théâtre Cucinelli, inauguré en septembre 2008,
- Un nouveau théâtre d'inspiration classique  Foro delle Arti, Théâtre avec annexes : amphithéâtre, gymnasium et nymphée.

## Sources
- (it) Cet article est partiellement ou en totalité issu de l’article de Wikipédia en italien intitulé « Solomeo » (voir la liste des auteurs).